# Catharsius rhinoceros
Catharsius rhinoceros är en skalbaggsart som beskrevs av Johann Christoph Friedrich Klug 1855. Catharsius rhinoceros ingår i släktet Catharsius och familjen bladhorningar. Inga underarter finns listade.